# Asedio de Merv
El asedio de Merv fue un enfrentamiento militar librado a inicios de 1221 en la ciudad homónima en el contexto de la invasión del Imperio jorezmita por el naciente Imperio mongol. La batalla finalizó con la destrucción de la ciudad por parte de los mongoles y la masacre de la mayoría de sus habitantes.

## Antecedentes

### Merv
Merv, como otras urbes de Asia Central entre los siglos IX y XIII, se organizaban en una estructura tripartita: ciudadela, pueblo intramuros y suburbios. La ciudadela se llamaba kuhandiz en persa y qal'a en árabe, la ciudad interna sharistán y madina respectivamente y los suburbios rabad en ambos idiomas. Su oasis recibía agua del río Murgab que se transportaba fría mediante túneles subterráneos. En los siglos XI y XII fue capital de la dinastía selyúcida. Rivalizó con Nishapur por la preeminencia en el Gran Jorasán hasta que Merv se impuso.

### Campaña

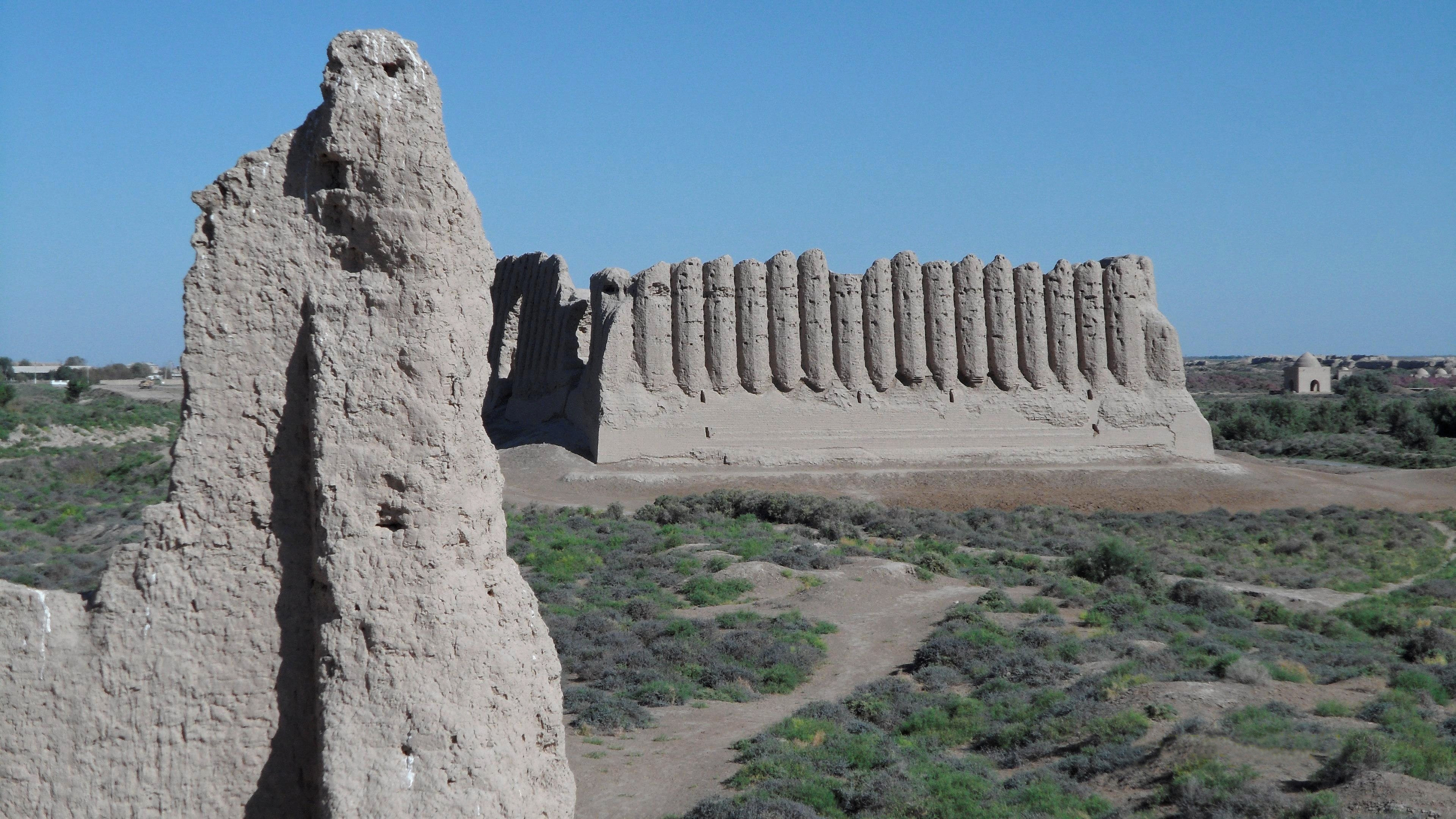
El Gran Kyz Kala en la actualidad, son las ruinas de una fortaleza destruida por los mongoles.

En 1221, mientras sus hijos Jochi, Chagatai y Ogodei estaban asediando Gurganj, el jagán del Imperio mongol, Gengis Jan, y su hijo menor Tolui se decidieron a marchar sobre Jorasán con la mitad del ejército, mientras enviaba un pequeño destacamento a Juyand. El sah Mohamed II de Corasmia decidió no presentar batalla campal y optó por dividir sus fuerzas guarneciendo las grandes ciudades del reino.
El cronista persa Minhaj-i Siraj Juzjani afirmaba que el jagán paso el invierno en Samarcanda. Mientras que la crónica del persa Ata-Malik Juvayni relataba que al comenzar 1221 Gengis Jan puso a su hijo Tolui a cargo de una expedición que debía conquistar el Gran Jorasán. Rashid-al-Din Hamadani, otro cronista persa, afirmaba que Tolui inició su campaña en el otoño, cruzando el río Amu Daria por Termez para entrar en Jorasán.
En enero de ese año, una vanguardia de 800 mongoles exploró las defensas de Merv, pero rápidamente fueron derrotados por 2000 turcos y turcomanos y 60 de ellos capturados y ejecutados. Cuando el jagán y su hijo se enteraron la ciudad quedó sentenciada.

## Fuerzas enfrentadas

### Defensores
Según el cronista Ali ibn al-Athir, en las afueras de Merv los jorezmitas reunieron un ejército de 200 000 árabes y turcos para enfrentar a los mongoles al mando de Ikhtiyar al-Din, quien acampaba en Dastajird. Según Juvayni, una fuerza de 12 000 turcomanos fue reclutada para defender la ciudad y otros 70 000 presentaron batalla afuera de la ciudad. Frank McLynn rebaja el número de turcos que salieron a enfrentar a los mongoles a 10 000. Yaqub al-Herawi decía que Mojir-ul-Mulk tenía 90 000 guerreros.

### Mongoles
Hamadani afirmaba que una décima parte del ejército mongol partió con Tolui. Juvayni sostuvo que el jagán reunió un ejército de 7000 hombres entre mongoles y reclutas de las tribus recién sometidas, incluyendo una vanguardia de 400 jinetes. Estaban organizados en cuatro tumenes (divisiones) al mando de Tolui y los noyan (generales) Tolon Cerbi (Tolan Cherbi), Qiqou (Kutuku) y Qeboqa (Ked-Buka) y sumaban 50 000 hombres según la crónica de Shihab al-Din Muhammad al-Nasawi. Herawi afirma que Tolui ordenó colocar 10 000 soldados a cada uno de los cuatro lados de la ciudad.
El historiador Shivan Mahendrarajah estimaba a las fuerzas de Tolui en 80 000 jinetes al comienzo de su campaña en Jorasán. En cambio, el erudito sueco Carl Fredrick Sverdrup calculaba que recién en la segunda mitad de 1221 Gengis Jan llegó a reunir unos 50 000 soldados operando en Jorasán, además de otros 10 000 con sus generales Yebe y Subotai en el oeste de la meseta iraní y algunos miles guarneciendo Transoxiana o siguiendo a su hijo Jochi al norte. El erudito afgano Ali Ahmad Jalali estimaba en 4 tumenes al ejército de Tolui, aproximadamente 10 000 a 15 000 soldados. Historiadores modernos como Henry Hoyle Howorth dan números mucho más elevados, como los 70 000.

## Asedio

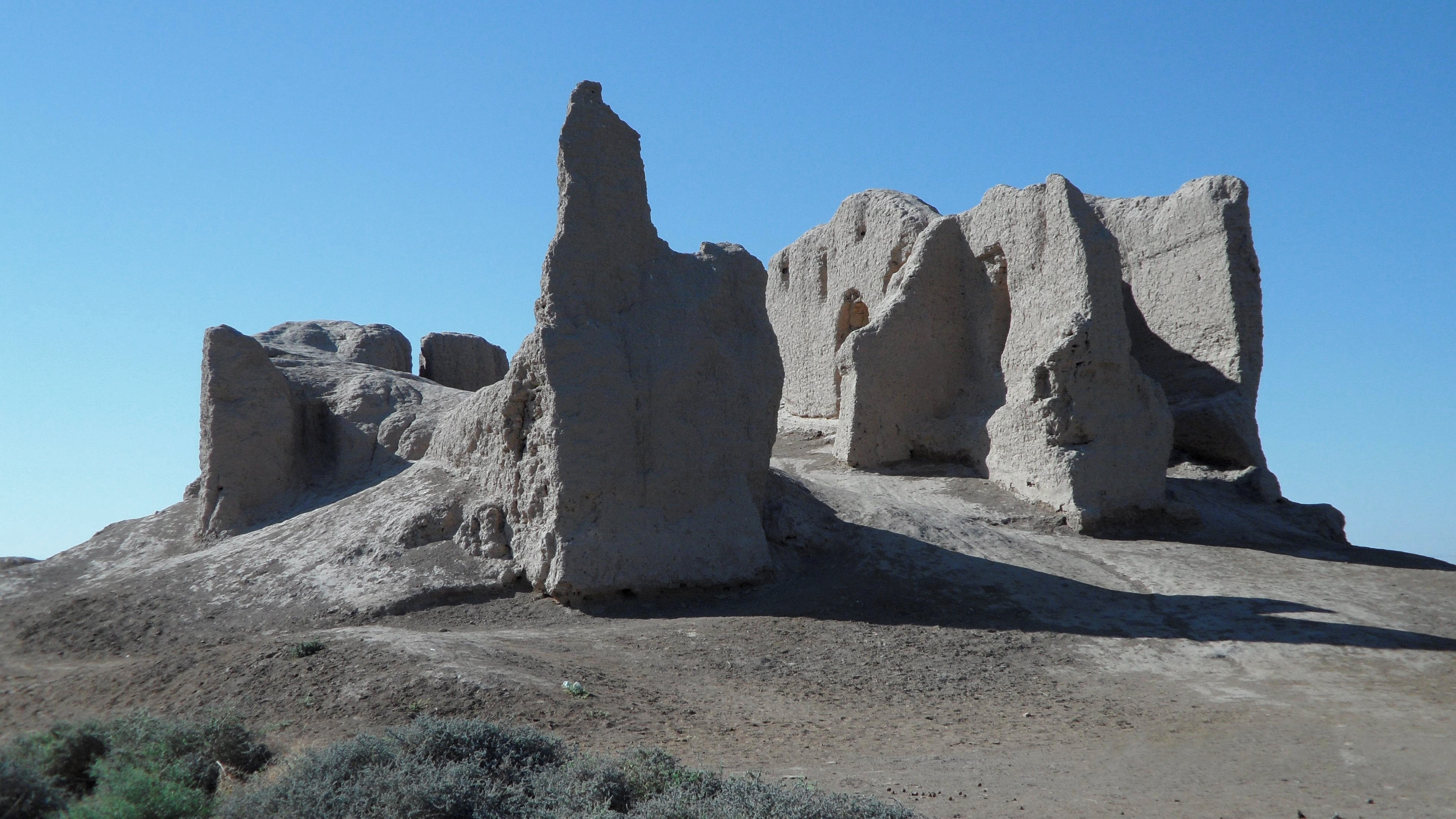
El Pequeño Kyz Kala en la actualidad, los restos de una fortaleza destruida por los mongoles.

Según Athir, después de destruir Balj, Gengis Jan envió a Tolui contra Merv. Pues se había enterado de que un gran ejército se había reunido en sus cercanías y buscaban darle batalla. Cuando los mongoles llegaron y cargaron contra sus posiciones, árabes y turcos se mantuvieron firmes por un tiempo, sin embargo, acabaron por desmoralizarse y huir a la ciudad. En cambio, Juvayni dijo que los mongoles se aproximaron en grupos pequeños y los turcos no creyeron que fueran capaces de atacarlos, pero rápidamente los conquistadores se concentraron y los atacaron con todas sus fuerzas, venciendo a un enemigo muy superior en número. Herawi indica que los musulmanes cargaron contra las líneas de los sitiadores y rápidamente mataron a casi 1000 soldados mongoles, pero repentinamente 20 000 infantes y jinetes enemigos les cayeron encima y muchos murieron. Lo más probable es que se tratara de una clásica emboscada preparada por los mongoles, que sabían que los turcos salieron a campo abierto a enfrentarlos, ya que Juvayni menciona que los mongoles prepararon una trampa y esperaron en silencio a los costados del camino.
La mayoría de los turcos acabaron muertos o capturados junto a la gran cantidad de monturas, equipajes y armas, muchos se ahogaron intentando huir por los canales. Los victoriosos mongoles también se hicieron con 60 000 cabezas de ganado, destacando las ovejas.
Al día siguiente, 25 de febrero, llegó Tolui con el grueso de sus fuerzas y los invasores empezaron a reunir a sus hombres que estaban operando en las cercanías. Tolui y 600 guardaespaldas pasaron seis días inspeccionando las defensas y a la séptima jornada, los mongoles se reunieron frente a la puerta del shahristán y cuando 200 defensores salieron a enfrentarlos, Tolui desmontó y luchó personalmente. Los invasores consiguieron empujar a los musulmanes de vuelta a la puerta, entonces los defensores de otra puerta lanzaron su propio ataque, que también fue repelido. Después comenzaron un asedio que incluyó constantes asaltos.
Según Athir, la derrota en la batalla campal desmoralizó a los habitantes y para el quinto día de asedio su gobernador envió al imán Jamal-al-Din para negociar su capitulación. Cuando pidió que se prometiera respetar su vida y las de los habitantes de Merv, Tolui aceptó. En cambio, Juvayni afirmó que el gobernador de Merv se desmoralizó después de la batalla en las puertas y a la mañana siguiente inició negociaciones que llevaron a entregar una lista de 200 hombres ricos, pues los mongoles habían pedido un listado con los nombres de los artesanos, comerciantes y hombres ricos de la ciudad. Sin embargo, Herawi señalaba que Tolui exigió 400 000 dinares y 400 hombres ricos como rehenes para que la ciudad fuera perdonada.
Después de la capitulación, Tolui hizo salir a los artesanos y sus familias seguidos de la guarnición. Según Athir, Tolui presenció sentado en un trono de oro como los soldados musulmanes eran decapitados; el resto de la población fue dividida según su riqueza. A pesar de que el rescate fue pagado, defensores y el gobernador perecieron. Los ricos fueron torturados para que entregaran sus tesoros, matando a algunos en el proceso. Luego quemaron la urbe y el mausoleo de Ahmad Sanjar, el cual previamente cavaron buscando piedras preciosas. El saqueo duró tres días y al cuarto día, Tolui ordenó exterminar a toda la población. Sin embargo, Herawi afirmaba que el asedio duró tres semanas, específicamente veintidós días, y el saqueo de la ciudad dos días. Habían muerto casi 10 000 personas en el saqueo, luego sacaron a toda la población y la masacraron.

## Consecuencias
Después de la destrucción de Merv, vino el turno de Nishapur. Sin embargo, los mongoles se enteraron de que muchos de sus habitantes se ocultaron entre los cadáveres y después que se marcharon huyeron al campo, para evitar esto, en Nishapur hicieron decapitar a todos los cuerpos. Los mongoles dejaron un gobernador llamado Barmas a cargo de la región de Merv, pero después que partieron, se enteraron de que 5000 personas habían sobrevivido ocultas en agujeros y cuevas y empezaban a salir a la superficie, así que una partida de jinetes en retaguardia fue enviada a acabarlos, dando muerte a la mayoría. Cuando estos jinetes se dirigieron a Nishapur de vuelta, se encontraron con muchos supervivientes que habían logrado huir a los campos y también los masacraron. Según el cronista Sayf ibn Muhammad ibn Yaqub al-Herawi, la campaña de Jorasán duró apenas tres meses, acabando en mayo.
En noviembre de 1221, después de la derrota mongola en Parwan, la gente que sobrevivió al asedio y había regresado a Merv se alzó en armas y asesinó al prefecto persa nombrado por Tolui y proclamó su lealtad a Jalal ad-Din Mingburnu. Barmas tuvo que huir a Bujará, donde murió poco después. En cinco días, el general mongol Shigi Qutuqu atacó nuevamente la ciudad con 5000 jinetes y exterminó a sus habitantes hasta el último hombre.
Según Athir, en el primer asedio fueron asesinadas 700 000 personas. Juzjani se limitó a escribir que Tolui martirizó a los habitantes de la ciudad. En cambio, Juvayni elevaba ese número a 1 300 000, más 100 000 que fueron asesinadas en un segundo saqueo. La discrepancia en el relato de Juvayni, quien afirma primero que Merv y su gente fueron completamente destruidos en el primer enfrentamiento, pero que pudiera haber un segundo en la misma ciudad y con un alto número muertos se explica en la crónica porque muchos habrían huido al campo, pero es más bien un indicativo de lo exagerado de las cifras de las matanzas. Juvayni también menciona que en la ciudad y las villas de alrededor quedaron apenas cien sobrevivientes y los campos estaban tan arruinados que no producían alimento suficiente para ellos, pues la represa del Murgab había sido destruida.

### Primaria
Los libros son citados en números romanos y capítulos y párrafos en números arábigos. Entre paréntesis se usaron los apellidos de los editores o traductores de las ediciones usadas para indicar las páginas. 
- Ali ibn al-Athir. La historia completa. En Richards, D. S. (2016). The Chronicle of Ibn al-Athir for the Crusading Period from al-Kamil fi'I-Ta'rikh. The Years 589-629/1193-1231: The Ayyubids after Saladin and the Mongol Menace (en inglés) III. Londres: Routledge.
- Ata-Malik Juvayni. Historia del conquistador del mundo. En Boyle, John Andrew (1958). The History of the World-Conqueror (en inglés) I. Cambridge: Harvard University Press.
- Minhaj-i Siraj Juzjani. Una historia general de las dinastías mahometanas de Asia. En Raverty, H. G. (1970). Tabakat-I-Nasiri (en inglés) II. Nueva Delhi: Oriental Books Reprint Corporation.
- Rashid-al-Din Hamadani. Compendium de Crónicas. En Arends, Alfred Kárlovich (1946). Сборник летописей (Книга 2) I. Moscú: Institut vostokovedenii︠a︡ (Akademii︠a︡ nauk SSSR).
- Sayf ibn Muhammad ibn Yaqub al-Herawi. Historia de Herat. En Majd, Ghulamreza Tabataba’i (2004). تاريخنامۀ هرات [Tārīkhnāmeh ye Herāt] (en persa). Teherán: Ketabkhana Melli. Véase también Al-Ṣiddīqī, Muḥammad Zubayr (1944). The Tarikh Nama-I-Harat of Sayf Ibn Muhammad Ibn YaʼQuʼb Al-Harawi (en persa). Calcuta: Baptist Mission Press (la numeración de las páginas usa las cifras arábigas orientales).
- Shihab al-Din Muhammad al-Nasawi. Biografía de Jalal ad-Din Mingburnu. En Bunyatov, Ziya Musáyevich (1996). Сират ас-султан Джалал ад-Дин Манкбурны (en ruso). Moscú: Восточная литература.

### Moderna
- Chandler, Tertius; Fox, Gerald (2013). 3000 Years of Urban Growth (en inglés). Ámsterdam: Elsevier. ISBN 9781483271255.
- Grousset, René (1999). The Empire of the Steppes: A History of Central Asia (en inglés). Londres: Rutgers. Traducción francés-inglés por Naomi Walford. ISBN 0-8135-0627-1.
- Howorth, Henry Hoyle (1876). History of the Mongols: The Mongols proper and the Kalmuks (en inglés). Londres: Longmans, Green, and Company.
- Jalali, Ali Ahmad (2021). Afghanistan: A Military History from the Ancient Empires to the Great Game (en inglés). Lawrence: University Press of Kansas. ISBN 9780700632633.
- Mahendrarajah, Shivan (2022). A History of Herat: From Chingiz Khan to Tamerlane (en inglés). Edimburgo: Edinburgh University Press. ISBN 9781474499361.
- Man, John (2010). Genghis Khan: Life, Death, and Resurrection (en inglés). Londres: Bantam. ISBN 9781409045441.
- Man, John (2014). The Mongol Empire: Genghis Khan, His Heirs and the Founding of Modern China (en inglés). Londres: Transworld. ISBN 9781448154647.
- May, Timothy Michael (2016). «The Mongols outside Mongolia».  En Michael Hope; Timothy May, ed. The Mongol Empire: A Historical Encyclopedia (en inglés) I. Edimburgo: Edinburgh University Press. pp. 44-75. ISBN 978-0-7486-4237-3.
- McLynn, Frank (2016). Genghis Khan: His Conquests, His Empire, His Legacy (en inglés). Cambridge: Da Capo Press. ISBN 9780306825170.
- Starr, Frederick (2015). Lost Enlightenment. Central Asia's Golden Age from the Arab Conquest to Tamerlane (en inglés). Princeton: Princeton University Press.
- Sverdrup, Carl F. (2010). «Numbers in Mongol Warfare».  En France, John; J. Rogers, Clifford; DeVries, Kelly, ed. Journal of Medieval Military History (en inglés) VIII. Martlesham: Boydell and Brewer. pp. 109-117. ISBN 9781843835967.
- Sverdrup, Carl F. (2017). The Mongol Conquests: The Military Campaigns of Genghis Khan and Sübe'etei (en inglés). Amherst: Helion & Company. ISBN 978-1913336059.